# KNM Ula (1988)
Pour les autres navires du même nom, voir KNM Ula.
Le KNM Ula (numéro de coque : S300) est un sous-marin de classe Ula de la marine royale norvégienne, navire de tête de la classe.

## Fabrication
Le navire a été commandé le 30 septembre 1982, à Thyssen Nordseewerke à Emden, où la quille a été posée le 29 janvier 1987. Il a été lancé le 29 juillet 1988 et mis en service le 27 avril 1989.

## Service
Lors de son entraînement en 1989, le navire a été endommagé dans une tempête.